# Sojuz (raket)
För andra betydelser, se Sojuz.

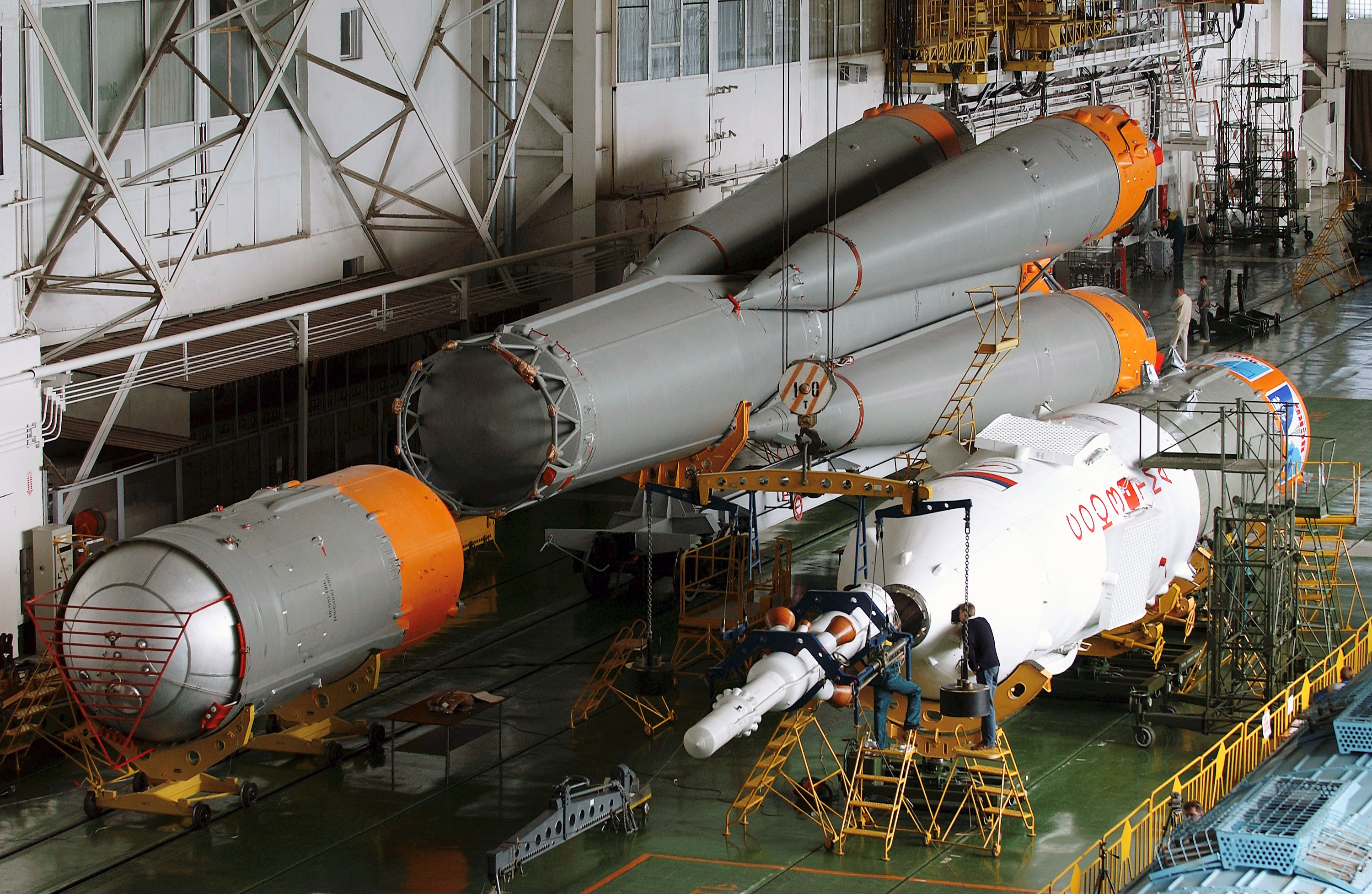
En Sojuzraket monteras – första och andra stegen (i bakgrunden) är redan ihopsatta, tredje steget är nere till vänster i bilden. Sojuz-farkosten, omgiven av sitt start-skyddshölje, är till höger i bilden.

Raketen Sojuz (ryska: Союз, västerländsk beteckning A-2) är en rymdraket som tillverkas av TsSKB-Progress i Samara, Ryssland. Den är avsedd att skjuta upp Sojuzfarkosten i Sojuzprogrammet. Den används nu även för att skjuta upp obemannande Progressfarkoster till Internationella rymdstationen och för kommersiella satelliter. Sojuz-U-raketer använder fotogen och flytande syre som drivmedel.
Sojuzraketen introducerades 1966, baserad på raketen Vostok som i sin tur var baserad på kärnvapenroboten R-7a. Den var ursprungligen en trestegsraket, men en variant tillverkades med ett fjärde raketsteg för att nå högt elliptiska molnijabanor. Tillverkningen av Sojuzraketer nådde sin höjdpunkt på 1980-talet, då 60 tillverkades varje år. Med sina 1 700 flygningar är den världens mest använda raket, långt fler än någon annan raket. Den har en gammal utformning, men har relativt låga kostnader och mycket hög tillförlitlighet, vilket är attraktivt för kommersiella kunder.
Sedan 2011 skjuts Sojuzraketer upp ifrån raketrampen Ensemble de Lancement Soyouz i Franska Guyana  i samarbete med ESA.

## Versioner
Raketen finns och har funnits i ett antal olika utföranden
- Sojuz 11A511 (1966-1975)
- Sojuz-L 11A511L (1970-1971)
- Sojuz-M 11A511M (1971-1976)
- Sojuz-U 11A511U (1973-2017)
- Sojuz-U2 11A511U2 eller 11A511K  (1982-1995)
- Sojuz-FG 11A511U-FG (2001-)
- Sojuz-2 14A14 (2006-)

## Steg

### Steg 1
Steg 1 på Sojuzraketerna består av fyra identiska, koniska hjälpraketer. Dessa drivs med flytande bränsle. Dessa är monterade runt Steg 2.
Data (för vardera av de 4 hjälpraketerna)
- Total vikt: 44,5 ton
- Bränsle: 39,2 ton
- Tom vikt: 3 784 kg
- Diameter: 2,68 meter
- Längd: 19,6 meter
- Motorer:
  - Sojuz och Sojuz-U
    - RD-107
      - Dragkraft 813 kN vid start
      - Dragkraft 991 kN i vakuum

### Steg 2
- Total vikt: 105,4 ton
- Bränsle: 95,4 ton
- Tom vikt: 6 875 kg
- Längd: 28 meter
- Diameter: 2,95 meter
- Motorer:
  - Sojuz och Sojuz-U
    - RD-108
      - Dragkraft 779 kN vid start
      - Dragkraft 997 kN i vakuum

### Steg 3
Två olika varianter av det översta steget används, Block I och Förbättrat Block I (används av Sojuz-2-1b).
- Total vikt: 25,2 ton
- Bränsle: 21,4-22,9 ton
- Tom vikt: 2 355 kg
- Längd: 6,7 meter
- Diameter: 2,66 meter
- Motor:
  - Block I
    - RD-0110
    - Dragkraft 298 kN

  - Förbättrat Block I
    - RD-0124
    - Dragkraft 294 kN